# Parasyrisca altaica
Parasyrisca altaica Ovtsharenko, Platnick & Marusik, 1995 è un ragno appartenente alla famiglia Gnaphosidae.

## Etimologia
Il nome della specie è in riferimento alla parte kazaka della catena montuosa dove sono stati rinvenuti gli esemplari: i monti Altaj; nonostante il descrittore asserisca che derivi da un'arbitraria combinazione di lettere.

## Caratteristiche
L'olotipo maschile rinvenuto ha lunghezza totale è di 10,20mm; la lunghezza del cefalotorace è di 4,80mm; e la larghezza è di 3,75mm.

## Distribuzione
La specie è stata reperita in Kazakistan: l'olotipo maschile e l'allotipo femminile sono stati rinvenuti in località Rakhmanovskie Klyuchi, presso il monte Katun, nella regione del Kazakistan Orientale.

## Tassonomia
Al 2015 non sono note sottospecie e dal 2004 non sono stati esaminati nuovi esemplari.